# Malaltia de Tay-Sachs
La malaltia de Tay-Sachs és una de les principals malalties lisosomals, és a dir, que afecten els lisosomes. És un patiment degeneratiu neurològic progressiu que causa la mort en la infància. Es caracteritza per l'acumulació anormal de gangliòsids GM₂ en els lisosomes de les neurones en tot el cos, deguda a diverses mutacions que provoquen una deficiència de l'enzim β-hexaminosidasa. Es transmet de forma autosòmica recessiva i és més freqüent en pacients jueus, sobretot els d'origen askenazita provinents d'Europa oriental. També apareix de vegades en persones amb ancestres francocanadencs i cajuns.
Fou descrita per primera vegada per l'oftalmòleg britànic Warren Tay i el neuròleg estatunidenc Bernard Sachs a la dècada de 1880.

## Clínica
- Es caracteritza per la pèrdua de moviments, debilitat muscular, atàxia, atacs epilèptics, pèrdua d'audició i de la vista i paràlisi.[12] Gairebé en tots els casos s'observa la presència d'una taca de color vermell intens en la màcula amb un halo blanquinós al seu voltant.[13] Rarament, aquesta malaltia coexisteix amb una coartació aòrtica i un reflux vesicoureteral d'alt grau.[14]
- La seva evolució neuropatològica depèn de l'edat d'inici.[15]
- En infants és més freqüent i sol produir la mort en els primers anys de vida.[16] Rares vegades, la malaltia apareix de forma tardana[17] i no sempre en individus d'origen jueu.[18][19]
- En adults produeix disfuncions neuronals presinàptiques que empitjoren lentament,[20] psicosi i demència.[21] Ocasionalment, es manifesta amb una atròfia muscular espinal progressiva[22] o una tartamudesa disàrtrica.[23]

## Patologia cel·lular
- És una malaltia metabòlica hereditària autosòmica recessiva. Es presenta amb bastant freqüència en el col·lectiu de jueus asquenazites (1/30 nounats), en la resta de la població apareix en 1 de cada 3500-4000 naixements.
- Produeix una acumulació de gangliòsids (de tipus GM2) dins dels lisosomes de les neurones.[24]
- És deguda al dèficit de l'isoenzim hexosaminidasa A,[25] causat per una alteració en el exó 11 del gen HEXA (ubicat al cromosoma 15).[26]

## Tractament
Ara per ara, no existeix un tractament específic per aquesta malaltia, però hi ha medicaments que es poden emprar per reduir els seus símptomes i allargar l'esperança de vida dels afectats. Els anticonvulsius ajuden a disminuir la freqüència i la intensitat de les crisis comicials. Els nens amb la condició sovint tenen problemes pulmonars provocats per cúmuls de moc als bronquis i necessiten fisioteràpia respiratòria per eliminar-los. La disfàgia és inevitable es fases avançades i llavors cal instaurar nutrició enteral amb sonda nasogàstrica per mantenir la ingesta d'aliments. Els investigadors treballen en estudis sobre teràpia gènica que podrien, en un futur, retardar la progressió del trastorn.